# 斯塔西·马汀
斯塔西·马汀（英語：Stacy Martin，1990年3月20日—）是一位活跃在法国及英国的女演员。她因在拉斯·冯·提尔的电影《性愛成癮的女人》中饰演夏綠蒂·甘絲柏所饰演的角色Joe的年轻版本而成名。

## 早年
斯塔西·马汀生于1990年3月20日，并在巴黎长大，但当她在七岁的时候和她的爸爸一起搬去了日本居住，直到她十三岁时回到了法国。
完成学业后，为了完成她成为女演员的梦想，她搬到了伦敦并开始从事模特来资助她的生活。她也用她赚得的钱来支付私人表演课程并学习表演在演员圣殿(Actors' Temple)的迈斯纳技巧(Meisner technique)。

## 事业
在2013年，斯塔西·马汀在拉斯·冯·提尔的电影‘性愛成癮的女人’里饰演从15岁到31岁的年轻Joe。对于她在电影中的角色在某些情况下需要进行真实的性爱场面，马汀有一个成人影片演员作为替身(porn double)并使用了一个假阴道。 她所饰演的角色使她被提名为波迪奖最佳女主角。
在2014年6月，据称马汀将在本·维特利即将推出的新片高楼大厦中饰演Faye这一角色。
马汀和艾米尔·荷许合作参加了瑞格布恩2014年春季时装秀。她同时也为Miu Miu2014和2015年秋冬时装秀担任模特，并且还是Miu Miu香水的代言人。
2019年，担任第76屆威尼斯影展评审团成员。

## 个人生活
截至2014年3月，她和她的来自Cajun Dance Party的音乐人男友丹尼尔·布伦伯格(Daniel Blumberg)住在伦敦。

## 电影作品

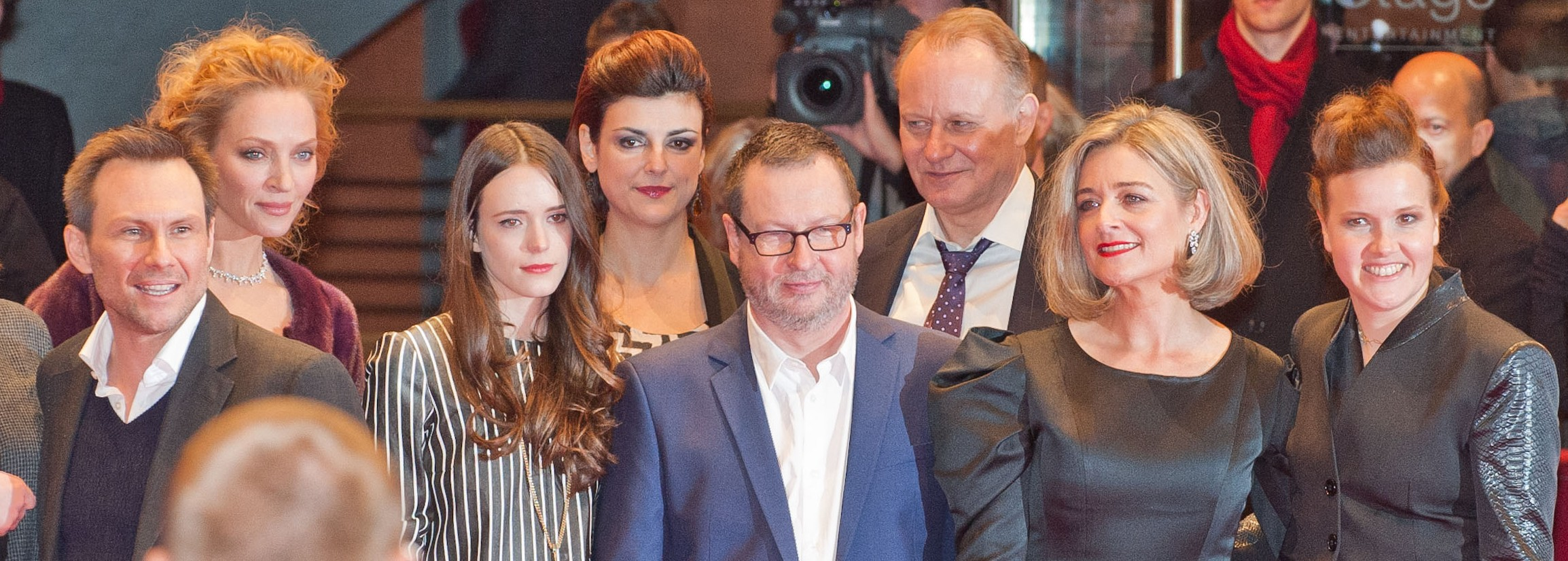
2014年柏林电影节上的女性瘾者剧组

| 上映年份 | 中文名         | 英文名            | 角色           | 备注                  |
| -------- | -------------- | ----------------- | -------------- | --------------------- |
| 2013     | 性愛成癮的女人 | Nymphomaniac      | 年轻的Joe      | 提名—波迪奖最佳女主角 |
| 2013     | 冬天           | Winter            | Sophie         |                       |
| 2015     | 摩天樓         | High Rise         | Faye           |                       |
| 2015     | 異色童話集     | The Tale of Tales | 年轻的Dora     |                       |
| 2017     | 情陷高達       | Redoubtable       | Anne Wiazemsky |                       |
| 2020     | 夜之屋         | The Night House   | Madelyne       |                       |

## 奖项及提名
| 年份 | 电影           | 奖项             | 结果 |
| ---- | -------------- | ---------------- | ---- |
| 2014 | 性愛成癮的女人 | 波迪奖最佳女主角 | 提名 |